# Gna!
Pour les articles homonymes, voir GNA.
Gna! était à l'origine une association créée en 1989 par Loïc Dachary, entre autres, pour favoriser le développement et la distribution de logiciels libres. GNA était alors l'acronyme de Gna is Not Axis. Il a été mis hors service en 2017.

## Histoire
Le 12 avril 2001, l'association loi de 1901 GNA se métamorphosa en Free Software Foundation France et l'usage du nom se perd.
Fin 2003, le serveur de Savannah est victime d'une compromission. À cette occasion il est remplacé par une nouvelle machine donnée à la Free Software Foundation, la précédente ayant été achetée avec des fonds transmis par la Free Software Foundation France. Depuis ce jour, Savannah est géré sur un plan décisionnel unilatéralement par la Free Software Foundation, dans l'idée de garantir l'intégrité des logiciels qui y sont hébergés. 
Désireux de perpétuer un mode décisionnel collégial ayant fait ses preuves de 2000 à 2003, des contributeurs majeurs de Savannah ont créé Gna! en tant que plate-forme d'hébergement autonome, gérée de manière démocratique, avec le soutien matériel de la Free Software Foundation France.
Basée sur l'utilisation du logiciel libre Savane, Gna! propose les mêmes services que SourceForge.net et GNU Savannah (également basé sur Savane) : gestion de version (CVS, Subversion, GNU Arch), espace de téléchargement, outils de suivi. 
Depuis 2004, Gna! est l'acronyme de Gna! is Not an Acronym.
En 2017, le service a été arrêté.